# Saint-Sulpice (Savoie)
Pour les articles homonymes, voir Saint-Sulpice.
Saint-Sulpice est une commune française située dans le département de la Savoie, en région Auvergne-Rhône-Alpes.

## Géographie

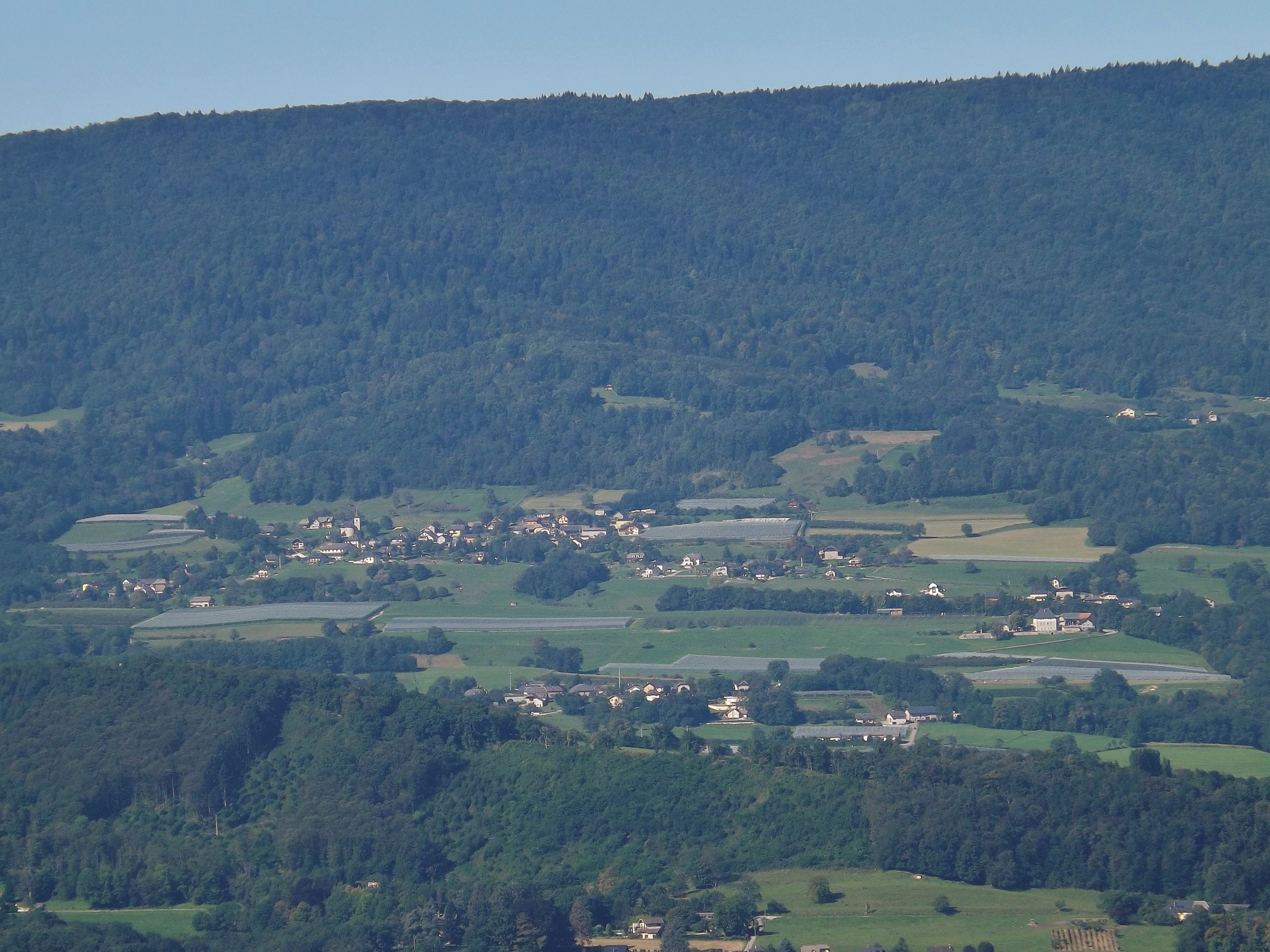
Saint-Sulpice sur la chaîne de l'Épine.

Saint-Sulpice est une petite commune de la Savoie, accrochée sur les contreforts de la chaîne de l'Épine, aux portes du massif de la Chartreuse, sur les hauteurs de Chambéry.

## Urbanisme

### Typologie
Au 1er janvier 2024, Saint-Sulpice est catégorisée commune rurale à habitat dispersé, selon la nouvelle grille communale de densité à sept niveaux définie par l'Insee en 2022.
Elle est située hors unité urbaine. Par ailleurs la commune fait partie de l'aire d'attraction de Chambéry, dont elle est une commune de la couronne,. Cette aire, qui regroupe 115 communes, est catégorisée dans les aires de 200 000 à moins de 700 000 habitants,.

### Occupation des sols
L'occupation des sols de la commune, telle qu'elle ressort de la base de données européenne d’occupation biophysique des sols Corine Land Cover (CLC), est marquée par l'importance des forêts et milieux semi-naturels (62,4 % en 2018), une proportion identique à celle de 1990 (62,4 %). La répartition détaillée en 2018 est la suivante : 
forêts (62,4 %), zones agricoles hétérogènes (37,2 %), cultures permanentes (0,4 %).
L'IGN met par ailleurs à disposition un outil en ligne permettant de comparer l’évolution dans le temps de l’occupation des sols de la commune (ou de territoires à des échelles différentes). Plusieurs époques sont accessibles sous forme de cartes ou photos aériennes : la carte de Cassini (XVIIIe siècle), la carte d'état-major (1820-1866) et la période actuelle (1950 à aujourd'hui).

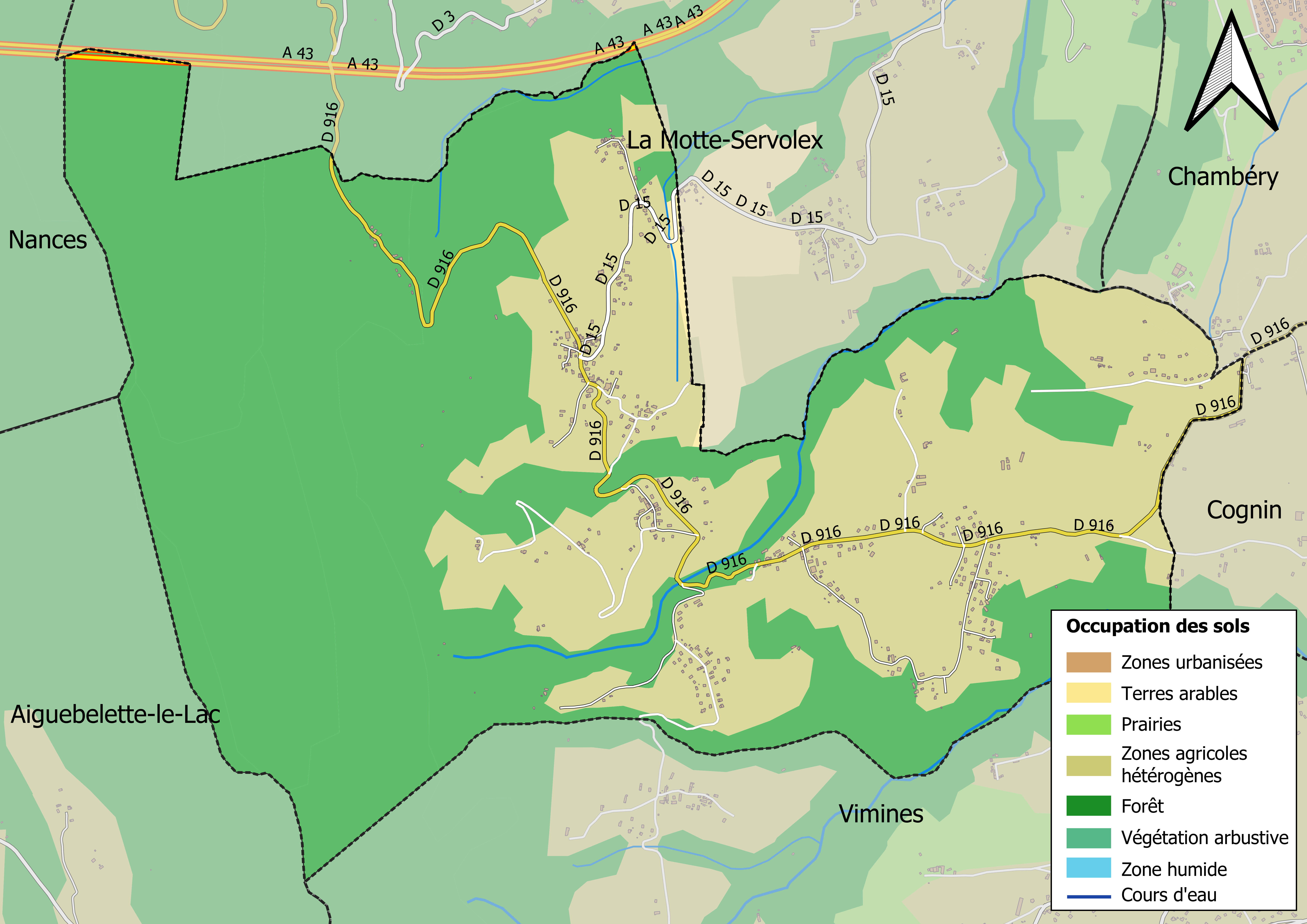
Carte des infrastructures et de l'occupation des sols en 2018 (CLC) de la commune.
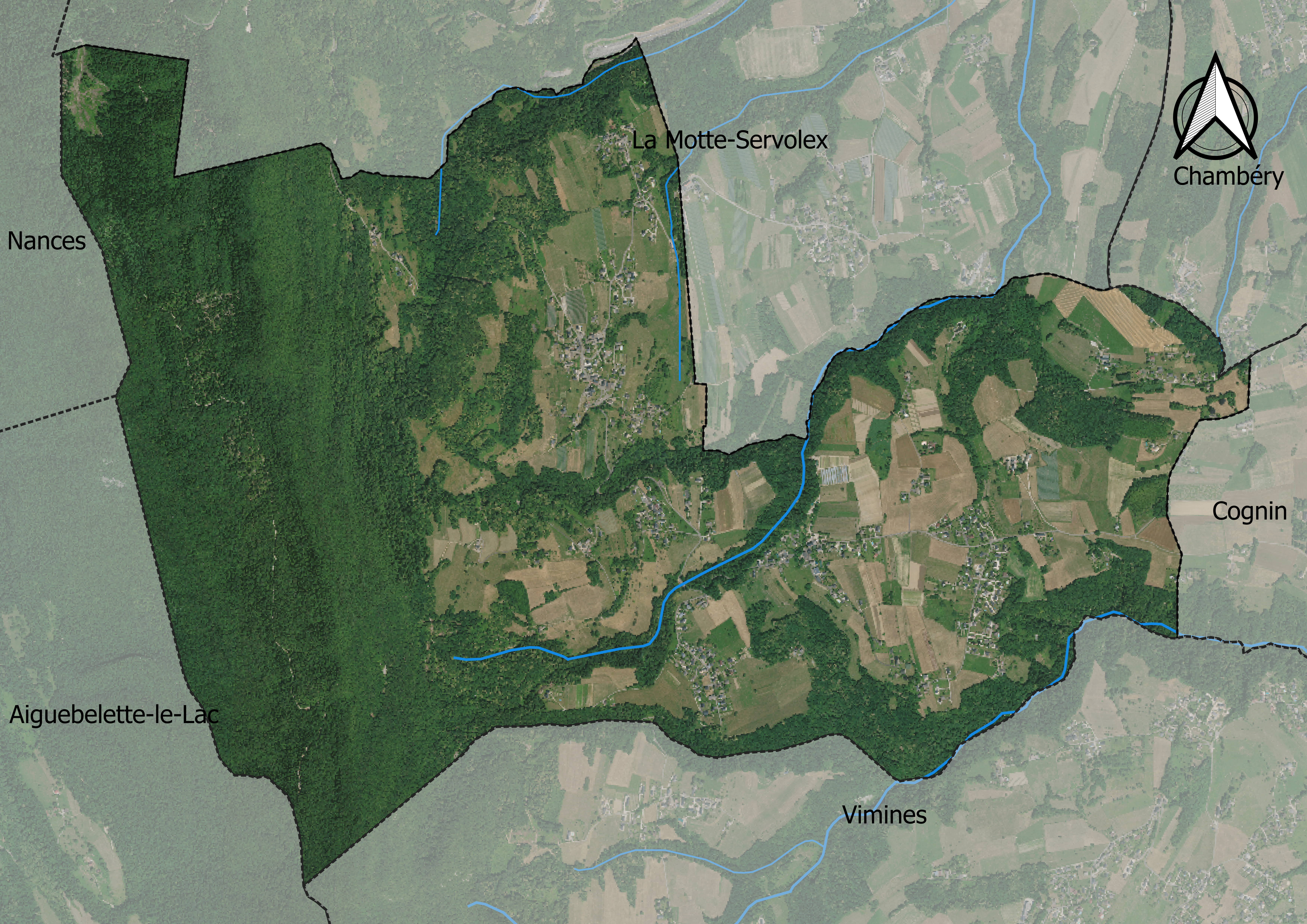
Carte orthophotogrammétrique de la commune.

## Toponymie
En francoprovençal, le nom de la commune s'écrit San Sorpicho, selon la graphie de Conflans.

## Histoire
Saint-Sulpice est placée sur une ancienne voie sarde passant par le col de l'Épine.

## Politique et administration

### Administration municipale
Le conseil municipal de Saint-Sulpice se compose du maire, de quatre adjoints et de 10 conseillers municipaux.
Voici ci-dessous le partage des sièges au sein du conseil municipal :

### Tendances politiques et résultats
|                                 | 1er score | 1er score                              | 2e score | 2e score                                | Participation |
| Élections européennes de 2014   |           | 28,82 % pour Jean-Marie Le Pen (FN)    |          | 18,06 % pour Renaud Muselier (UMP)      | 46,93 %       |
| Élections municipales de 2014   |           | 95,23 % pour Jean-Christophe Pozo (SE) |          | 95,23 % pour Raphaël Martin (SE)        | 58,25 %       |
| Élections législatives de 2012  |           | 51,84 % pour Bernadette Laclais (PS)   |          | 48,16 % pour Christiane Brunet (DVD)    | 53,44 %       |
| Élection présidentielle de 2012 |           | 53,67 % pour Nicolas Sarkozy (UMP)     |          | 46,33 % pour François Hollande (PS)     | 85,46 %       |
| Élections régionales de 2010    |           | 52,98 % pour Jean-Jack Queyranne (PS)  |          | 31,23 % pour Françoise Grossetête (UMP) | 48,31 %       |
| Élections cantonales de 2008    |           | 60,00 % pour Lionel Mithieux (MoDem)   |          | 40,00 % pour Paul Chevallier (PS)       | 45,67 %       |

### Liste des maires
| Période                                  | Période | Identité       | Étiquette | Qualité |
| ---------------------------------------- | ------- | -------------- | --------- | ------- |
| 2008                                     | 2014    | Michel Didier  |           |         |
| 2014                                     | 2020    | Louis Caille   |           |         |
| 2020                                     |         | Marcel Ferrari |           |         |
| Les données manquantes sont à compléter. |         |                |           |         |

## Démographie
L'évolution du nombre d'habitants est connue à travers les recensements de la population effectués dans la commune depuis 1793. Pour les communes de moins de 10 000 habitants, une enquête de recensement portant sur toute la population est réalisée tous les cinq ans, les populations de référence des années intermédiaires étant quant à elles estimées par interpolation ou extrapolation. Pour la commune, le premier recensement exhaustif entrant dans le cadre du nouveau dispositif a été réalisé en 2006.

En 2022, la commune comptait 820 habitants, en évolution de +7,19 % par rapport à 2016 (Savoie : +3,63 %, France hors Mayotte : +2,11 %).
| 1793 | 1800 | 1806 | 1822 | 1838 | 1848 | 1858 | 1861 | 1866 |
| ---- | ---- | ---- | ---- | ---- | ---- | ---- | ---- | ---- |
| 583  | 576  | 640  | 595  | 645  | 657  | 607  | 573  | 565  |

| 1872 | 1876 | 1881 | 1886 | 1891 | 1896 | 1901 | 1906 | 1911 |
| ---- | ---- | ---- | ---- | ---- | ---- | ---- | ---- | ---- |
| 534  | 529  | 503  | 511  | 491  | 471  | 439  | 424  | 397  |

| 1921 | 1926 | 1931 | 1936 | 1946 | 1954 | 1962 | 1968 | 1975 |
| ---- | ---- | ---- | ---- | ---- | ---- | ---- | ---- | ---- |
| 341  | 351  | 324  | 310  | 321  | 312  | 302  | 303  | 355  |

| 1982 | 1990 | 1999 | 2006 | 2011 | 2016 | 2021 | 2022 | - |
| ---- | ---- | ---- | ---- | ---- | ---- | ---- | ---- | - |
| 456  | 600  | 672  | 697  | 762  | 765  | 796  | 820  | - |

## Économie
Le commune fait partie de l'aire géographique de production et transformation du « Bois de Chartreuse », la première AOC de la filière Bois en France,.

## Culture locale et patrimoine

### Lieux et monuments
- Château de Montfort (XIVe siècle), en ruines.
- Église Sainte-Anne, reconstruction en 1839-1844.
- La Voie Sarde. En 1735, la maison de Savoie dépêche l'ingénieur Franco-Antonio Garella (qui réalisera plus tard les travaux d'endiguement de l'Arve et de l'Arly), sur la montagne de l'Epine. En remplacement de l'ancienne voie romaine du col Saint-Michel voisin (903 m), il propose de tracer une nouvelle voie pavée pour relier Chambéry à Novalaise, en franchissant le col du Crucifix (915 m) au terme de nombreux lacets. Le chantier durera 77 ans. D'imposants murs de soutènement sont encore visibles. Dégradée par près de deux siècles d'abandon et de nombreux éboulements, cette voie historique reçoit en 2022 le soutien de la Fondation du patrimoine et de la Fondation Stéphane Bern, en vue d'une grande rénovation[13].

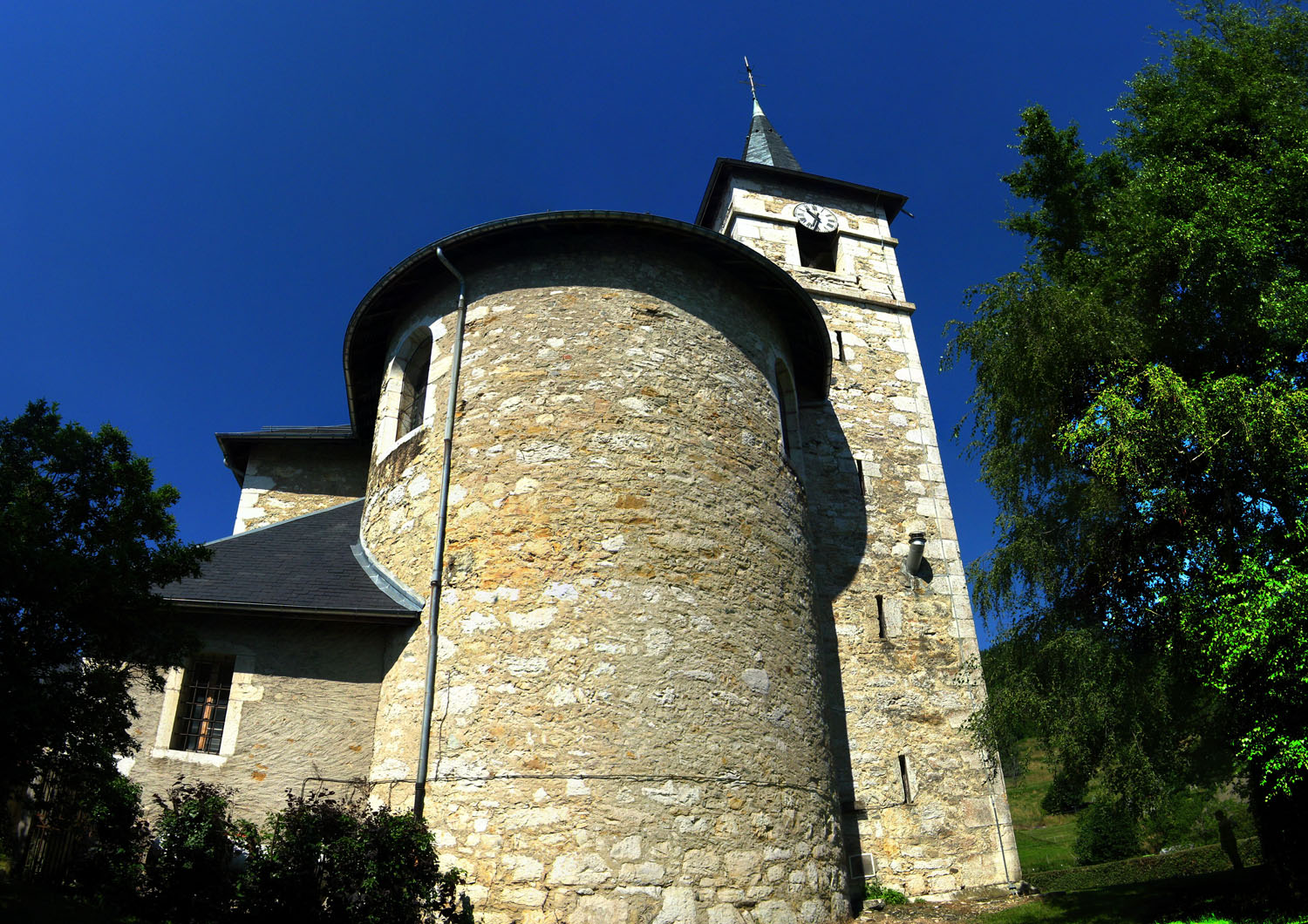
L'église de la commune.

### Personnalités liées à la commune
- François Belzit, prêtre de Saint-Sulpice, chanoine honoraire de la primatiale, curé de l'église Saint-François-de-Sales de Lyon.